# Hans Dahlberg
Hans Dahlberg, född 4 augusti 1930 i Kungsholms församling i Stockholm, död 24 februari 2019 i Hägerstens distrikt, var en svensk skådespelare, regissör, utrikesjournalist, TV-programledare, författare och översättare.

## Biografi
Dahlberg var son till arkitekten Mauritz Dahlberg och Anna-Lisa, ogift Sterner. Han utbildade sig vid Göteborgs stadsteaters elevskola 1950–1953 och var engagerad vid Slottsskogsteatern under sommaren 1951. Under lärotiden på Göteborgs stadsteater spelade han många roller, en av dessa var som en av dödgrävarna i Hamlet (1953) där Per Oscarsson hade huvudrollen.
Hans Dahlberg bytte sedan yrkesbana och var, efter studier i journalistik, utrikesredaktör vid Aftonbladet 1960–1962, utrikespolitisk medarbetare för Dagens eko vid Sveriges radio 1962–1966, producent av utrikespolitiska TV-program 1966–1969, programråd vid TV 1 1970–1973, redaktionschef för Nedre Norrlands distrikt inom Sveriges radio i Sundsvall 1973–1975 och vid centrala kansliet i Stockholm 1976–1977.
Han var lärare vid Försvarshögskolan 1977–1984 och därefter chef för försvarsstabens informationsavdelning 1984–1987. År 1987 satsade han helt på skrivandet. Han gav bland annat ut böckerna I Sverige under andra världskriget (1983), Östersjön: kampen om ett hav 862–1990 (1990), Hundra år i Sverige: krönika över ett dramatiskt sekel (2000) och Vårt 1800-tal: hundra omvälvande år (2003). Han översatte också ett stort antal böcker.
Dahlberg var gift första gången 1951–1958 med regissören Maud Backéus (1931-2018) och fick dottern Nina (född 1953) och sonen Johan (född 1955). Andra gången var han gift 1958–1975 med Elisabet Liljenroth (född 1935), dotter till redaktören Frans Liljenroth och Marja Liljenroth. De fick dottern Anna (född 1958) och sonen Jan (född 1960). Från 1980 och fram till sin död var han sambo med regissören och TV-profilen Karin Falck (född 1932).
Hans Dahlberg är gravsatt i minneslunden på Djursholms begravningsplats.

## Filmografi i urval
- 1953 – Fartfeber
- 1953 – Marianne
- 1954 – Salka Valka
- 1954 – Herr Arnes penningar
- 1954 – Hästhandlarens flickor
- 1955 – Flottans muntergökar
- 1955 – Blockerat spår
- 1956 – Främlingen från skyn
- 1957 – Lille Fridolf blir morfar
- 1958 – Lek på regnbågen
- 1980 – Jag är bara en vanlig grabb … (regi)

## Teater

### Roller (ej komplett)
| År   | Roll            | Produktion                                         | Regi             | Teater                           |
| ---- | --------------- | -------------------------------------------------- | ---------------- | -------------------------------- |
| 1953 | Krister Griffel | Den jäktade (Den stundesløse) Ludvig Holberg       |                  | Göteborgs stadsteater 1 maj 1953 |
| 1954 | Ralph           | The och sympati (Tea and Sympathy) Robert Anderson | Frank Sundström  | Nya Teatern                      |
| 1954 | Hasse           | Litet bo Herbert Grevenius                         | Per-Axel Branner | Nya Teatern                      |
| 1955 | Howie Newsome   | Vår lilla stad (Our Town) Thornton Wilder          | Per-Axel Branner | Nya Teatern                      |
| 1955 | Arialdo         | Henrik IV (Enrico IV) Luigi Pirandello             | Per-Axel Branner | Nya Teatern                      |

## Radioteater

### Roller
| År   | Roll       | Produktion                                                 | Upphovsmän          |
| ---- | ---------- | ---------------------------------------------------------- | ------------------- |
| 1950 | En betjänt | Miljonpundssedeln (The Million Pound Bank Note) Mark Twain | Benkt-Åke Benktsson |